# Tubuai (comune)
Tubuai, o in ortografia polinesiana Tupuaʻi, è un comune della Polinesia francese nelle Isole Australi.
Comprende i seguenti comuni associati:
- Mahu
- Mataura (capoluogo)
- Taʻahuaia